# Watertoren San Nicolas
De watertoren San Nicolas is een van de eerste watertorens van Aruba. Met een hoogte van 40 meter is de cirkelvormige toren het hoogste bouwsel van San Nicolas en derhalve een 'landmark'. Sinds 2016 is hier het Industriemuseum gehuisvest.

## Geschiedenis
In 1933 werd de eerste zeewaterdestillatiefabriek van de voormalige Landswatervoorzieningsdienst Nederlandse Antillen (LWV), afdeling Aruba, in Balashi in gebruik genomen. Er werd een waterleidingnet aangelegd in de steden Oranjestad en San Nicolas. Na korte tijd bleek de druk in het net te laag tijdens de spitsuren van gebruik. Er werd daarom besloten om in beide steden een watertoren te bouwen als onderdeel van de watervoorziening.
De watertoren San Nicolas en de watertoren Oranjestad zijn van een en hetzelfde ontwerp. De bouwstijl is geïnspireerd op het nieuwe bouwen en Amerikaan art deco. Dit is te zien aan de kolommen die langs de voorgevel omhoog rijzen. Geheel uitgevoerd in gewapend beton geeft de toren een indruk van stoere kracht die zeer wel paste in een industriestad als San Nicolas. De ontwerper, Pieter van Stuivenberg, was bij de LWV te Curaçao werkzaam. De bouw, uitgevoerd door Bagger- en Bouwmaatschappij Albetam uit Den Haag, werd in 1938 gestart. De watertoren San Nicolas werd op 14 augustus 1939 door gouverneur Wouters geopend. De ingebruikneming van de watertoren Oranjestad vond drie maanden later plaats.
Het waterreservoir boven in het gebouw is 400 m³ groot met een bodemhoogte van 25 meter boven zeepeil, bedoeld om de druk op het waterdistributienet constant te houden. Deze tank alleen is acht meter hoog met een middellijn van zeven en een halve meter. Profiterend de centrale ligging, op de hoek met de Bernardstraat, deed de toren ook dienst als kantoor. Naast het kantoor, magazijn en archief van de watervoorziening kregen ook verschillende andere takken van dienst in de loop der jaren een plaats in het gebouw. Zo was er onder meer gevestigd: het ontvangerskantoor, het bevolkingsbureau, kantoor rijexamens, kantoor IJkwezen, kantoor Telefoondienst en het bijkantoor van het departement Arbeid en Sociale Zaken. Doordat er met de tijd meer woningen bijkwamen had het WEB gespreid over het eiland grote waterreservoirs laten bouwen. Uiteindelijk verloor de watertoren zijn functie en werd deze in de jaren 1990 buiten werking gesteld.

## Monument
Het art deco-bouwwerk werd in 2003 overgedragen aan het Monumentenfonds Aruba en geklasseerd als deel van het Arubaans cultureel erfgoed (nr. 04-002). Met financiering van het Nationaal Restauratiefonds via een zogenoemd revolving fund en aangevuld met een lening bij een lokale bank werd in 2012 begonnen met de restauratie- en conversiewerkzaamheden van de toren. Aan de achterzijde van de toren werd een ellipsvormig glazen trappenhuis aangebracht. De werkzaamheden namen elf maanden in beslag en kostten 2.2 miljoen florins. Sinds 12 september 2016 is de toren in gebruik als museum.